# Rewa Football Club
Maillots
Actualités

Rewa FC est un club fidjien de football basé à Nausori, sur l'île de Viti Levu.

## Palmarès
- Championnat des Fidji de football (2)
  - Champion : 2022, 2024
- Coupe des Fidji (3) :
  - Vainqueur : 2011, 2017, 2018
  - Finaliste : 2003